# Hardy Wagner
Hardy Wagner (* 1932) ist ein deutscher Wirtschafts- und Sozialwissenschaftler. Er wurde bekannt als Managementtrainer und Sachbuchautor. Wagner ist Mitbegründer vom 1989 entstandenen GABAL Verlag.

## Leben
Hardy Wagner ist ein gelernter Industrie-Kaufmann, diplomierter Handelslehrer und Kaufmann. Er wurde in Sozialpolitik promoviert. Von 1971 bis 1994 war er als Professor für Controlling und Management an der Fachhochschule des Landes Rheinland-Pfalz in Ludwigshafen, der heutigen Hochschule Ludwigshafen am Rhein, tätig. 1989 gründete er zusammen mit den Managementtrainern Lothar J. Seiwert und Vera F. Birkenbihl den GABAL Verlag, mit dem Ziel der Veröffentlichung einer Schriftenreihe als Brücke zwischen Hochschule und Wirtschaft. Bis 1996 war er Vorsitzender des Vorstands der gemeinnützigen Gesellschaft zur Förderung Angewandter Betriebswirtschaft und Aktiver Lehrmethoden in Hochschule und Praxis e. V. (GABAL) und ist heute deren Ehrenvorsitzender.
Zusammen mit Ansgar Wagner ist Hardy Wagner Initiator des STUFEN-Konzepts, mit dem die organisatorische Grundlage geschaffen werden soll, sein Wissen und seine Erfahrungen an die junge Generation weiterzugeben. Er ist auch Stiftungsgeber der Stiftung STUFEN zum Erfolg und Vorsitzender des Stiftungskuratoriums. Zudem ist Hardy Wagner Mitgründer der Deutschen Gesellschaft für Suggestopädisches Lehren und Lernen e. V. (DGSL), des Verlags ManagerSeminare GmbH in Bonn und der IGL GmbH für Personal- und Organisationsentwicklung in Wermelskirchen.
Hardy Wagner ist bekannt durch seine zahlreichen Publikationen zum Selbstmanagement, zur Weiterbildung und zum Wissensmanagement, zudem als Trainer mit Weiterbildungsseminaren im In- und Ausland. Wagner ist Mitglied der katholischen Studentenverbindungen K.D.St.V. Asgard (Düsseldorf) zu Köln, K.D.St.V. Grotenburg (Detmold) zu Köln, A.V. Tuisconia (Königsberg) zu Bonn und K.D.St.V. Vasgovia zu Landau im CV.

## Schriften (Auswahl)
- Sprachen lernen leicht gemacht, GABAL Offenbach 2005 (5. Auflage), ISBN 3-923984-21-9, zusammen mit Vera F. Birkenbihl
- Der Weg zur Persönlichkeit. Soziale Kompetenz im Beruf. DISG-Testprogramm zur Stärken-Analyse, Walhalla u. Praetoria 1999, ISBN 3-8029-0170-3
- Der Weg zur Persönlichkeit, Metropolitan 2000, ISBN 3-89623-170-7
- Stroh im Kopf?, GABAL Offenbach 2000 (35. Auflage), ISBN 3-923984-99-5, zusammen mit Vera F. Birkenbihl
- Persönlichkeits-Modelle, GABAL Offenbach 2005, ISBN 3-89749-180-X, zusammen mit Martina Schimmel-Schloo, Lothar J. Seiwert